# Нуркенський сільський округ
Нурке́нський сільський округ (каз. Нұркен ауылдық округі, рос. Нуркенский сельский округ) — адміністративна одиниця у складі Актогайського району Карагандинської області Казахстану. Адміністративний центр — село Нуркен.
Населення — 544 особи (2021; 820 у 2009, 1252 у 1999, 1453 у 1989).
Станом на 1989 рік існувала Нуркенська сільська рада (села Аксенгір, Бірлестік, Імек, Калініно, Нуркен).

## Склад
До складу округу входять такі населені пункти:
| Населений пункт | Населення, осіб (1989) | Населення, осіб (1999) | Населення, осіб (2009) | Населення, осіб (2021) |
| --------------- | ---------------------- | ---------------------- | ---------------------- | ---------------------- |
| Аксенгір, село  | 143                    | 69                     | 106                    | 31                     |
| Жалантас, село  | 221                    | 148                    | 70                     | 57                     |
| Жидебай, село   | 160                    | 65                     | 57                     | 37                     |
| Каратал, село   | 293                    | 174                    | 120                    | 53                     |
| Нуркен, село    | 636                    | 796                    | 414                    | 366                    |